# راونو ماکینن
راونو ماکینن (انگلیسی: Rauno Mäkinen؛ ۲۲ ژانویه ۱۹۳۱ – ۹ سپتامبر ۲۰۱۰) کشتی‌گیر فرنگی اهل فنلاند بود.
وی در مسابقات کشوری و بین‌المللی در مجموع برندهٔ ۱ مدال طلا شده‌است.